# 東坊城和長
東坊城 和長（ひがしぼうじょう かずなが）は、室町時代後期から戦国時代にかけての公卿。参議・東坊城長清の長子。官位は正二位・権大納言。日記に『和長卿記』、著書に『内局柱礎鈔』・『桂林遺芳抄』・『元号字抄』・『明応凶事記』・『永正九年若宮御元服記』など。

## 経歴
文明3年（1471年）1月4日、父・長清が滞在中の伊勢国六車荘で急死する。そのため、祖父の東坊城益長によって育てられるが、3年後に祖父も病死する。更に文明8年（1476年）11月13日の火災で邸宅に被害を受けるなど、若い頃は多難な境遇に置かれていた。だが、同族の西坊城顕長らの支援を受け、文明11年（1479年）には文章得業生となり、翌年1月までに典薬頭に任じられた。
文明15年（1483年）3月6日に叙爵を受け、4日後に蔵人の功によって侍従に補任された。文明18年（1486年）6月16日に少納言を兼ね、同年11月15日に従五位上に叙された。文明19年（1487年）に行われた改元の仗議の際に列席する必要がある文章博士が空席であることが問題になった。文章博士を出す家々に適任者がおらず、やむなく従五位上の和長が文章博士に任ぜられた。その後、長享3年（1489年）に正五位下、延徳4年（1492年）に従四位下、明応4年（1495年）には従四位上に叙せられた。
明応5年（1496年）の唐橋在数の殺害事件では、事件を起こした前関白九条政基の責任を厳しく追及する一方で、在数の死によって空席となった大内記の地位を手にした。明応7年（1498年）に正四位下に叙せられるが、位記の作成は大内記の職務であったことから、自分で自身の位記を作成するという体験をしている。明応8年（1499年）には文章博士・大内記のまま大学頭を兼務し、明応10年（1500年）の改元では「文亀」の元号を勧進、その功績によって改元前日の2月18日に文章博士叙留のまま従三位に叙せられ、3月18日には参議に転じた。
永正3年（1506年）10月13日に正三位に叙せられ、12月5日には高辻章長と共に侍読に任ぜられた。永正4年（1507年）4月9日に権中納言に任じられ、永正6年（1509年）2月27日に大蔵卿を兼ねる。永正12年（1515年）8月10日に権中納言を辞任するが、同月25日にその功によって従二位に叙される。永正15年（1518年）12月10日に正二位に叙され、永正17年（1520年）1月18日に権大納言に任ぜられる。大永2年（1522年）9月6日に高辻長直の死によって氏長者（「北野の長者」）に任ぜられる。同年12月9日に権大納言を辞任する。
享禄2年（1529年）12月20日、薨去。享年70。

## 和長の学術
和長は10代で父と祖父を相次いで失い、ついで自邸を火事で失うなど、紀伝道を家業とする家が口伝・秘書の形で受け継いできた家学を十分な形で受け継ぐことができなかった。そのため、学問料の支給を希望する款状も先例の有無も確かめることが出来ないまま自薦の文章を作成することになり、後年に当該文書を収めた『桂林遺芳抄』には「此の旧例は予一代の誤り、後の例となすべからざるなり」と注記して後学の者のために否定的な形で示している。しかも、東坊城家と同じく紀伝道を家業としてきた菅原氏一族の家々を見ても、唐橋家と五条家は東坊城家と同様に当主の早世で振るわず、西坊城家は後継者不在、残る高辻家の当主で氏長者でもあった高辻長直は和長から見れば「芸無才」の人物であった 。しかも和長が8歳の時に始まった応仁の乱によって朝儀は衰退し、朝儀に必要な有職故実や紀伝道の知識も喪失の危機にあった。
こうした状況の中で和長は菅原氏の紀伝道をこれまでにない方法で再興し、存続させると言う課題に取り組むことになった。元来、紀伝道とりわけ菅原氏の人々の間では古来から受け継いできた伝統的な学説を守り続けることが最も重要なことと考えられ、自らの手で新たな説を立てたり、著作を書いたりすることには積極的ではなかった。和長もこの考え方を重要視し、例えば紀伝儒（紀伝道に伝わる儒学）を正統視する立場から五山の宋学などの新しい学問に対しては批判的な態度を取っていた。だが、紀伝道における危機的状況において、和長は口伝や東坊城家に残されていた先祖（菅原為長・東坊城秀長ら）の日記や著作、その他の家々の秘書などに残された内容を整理・分類して次代に伝えられる形――書物の形での統合化というこれまでにない方法を試みることになる。その活動は『桂蘂記』を著した23歳から『元号字抄』に加筆訂正を加えた69歳まで実に50年近くに及ぶことになった。
折しも、高辻長直から息子・高辻章長と五条為学の教育を依頼されることになる。高辻家と五条家の次代の当主と師弟関係を結んだ和長はこの2人を自らの両腕とすることで、自らの試みをより現実に近づけることになる。例えば、明応10年（1501年）の辛酉革命にあたって、改元を行うために必要な勘文の記録が失われていたことが判明すると、和長は章長・為学と共に先例を調べ上げ、それでも不足する部分は「故実無し」とした上で推測などで補うことで出来るだけ故実を復元することに努めている。その結果、彼が勧進した元号「文亀」は反対派に反論の余地を与えることなく認められた。和長の著作は自身の博覧強記の才能や章長・為学と共に積み重ねてきた先例調査の上に成り立ったのである。なお、和長は元号の選定のみならず、足利将軍家や摂関家などの有力公家の元服・改名などに際しても佳字を選考している。代表的な事例としては足利義澄・足利義尹（再改名の義稙も）・足利義晴・足利義維・近衛尚通・一条房通・鷹司忠冬などが知られている。
また、当時の紀伝道の人々は文章家として、仏事などの行事に用いられる願文や諷誦文、祭文などの制作を依頼されることが多かったが、和長はそうした文章の故実を整理して『四六作抄』（散逸）・『諷誦文故実抄』・『諸祭文故実抄』などを著している。

## 系譜
- 父：東坊城長清
- 母：不詳
- 妻：不詳
  - 男子：東坊城長淳
  - 男子：平松資胤
  - 男子：東坊城長標